# Бухис
Бу́хис — в египетской мифологии священный белый бык с чёрными отметинами, почитавшийся как воплощение бога войны Монту.

## Мифология
Изображался с солнечным диском на голове и двумя высокими султанами между рогов.
Первоначально культ Бухиса уступал по популярности культам быков Аписа и Мневиса (с последним, связанным с Ра, Бухис отождествлялся). Культ быка Бухиса набрал сил и достиг наивысшего расцвета в эллинистический и римский период — при Птолемеях (305—30 до н. э.) и римских императорах династий Юлиев-Клавдиев и Флавиев (27 до н. э. — 96 н. э.).
По преданию, пересказанному поздним римским грамматиком Макробием, шерсть Бухиса росла не как у обычных животных, а в противоположном направлении, при этом меняя цвет ежечасно.
Центром культа Монту был город Гермонтис (ныне Армант) в Верхнем Египте. В Гермонте со смертью предыдущего Бухиса на эту роль избирался особый бык, при жизни окружавшийся соответствующими его божественной природе почестями. Умерший Бухис мумифицировался и торжественно погребался в саркофаге в местном некрополе Бухеум. Так как Бухис считался сыном небесной коровы (соответственно, братом солнца-Ра), почестей удостаивались и матери Бухисов.